# Josemi
Josemi – mit vollem Namen José Miguel González Rey (* 15. November 1979 in Torremolinos) – ist ein ehemaliger spanischer Fußballspieler. Er konnte sowohl rechts in der Abwehr als auch als Innenverteidiger spielen.

## Spielerkarriere
Josemi startete seine Karriere im Profifußball bei FC Málaga. Nachdem er von 1998 bis 2000 bereits in der 2. Mannschaft der Andalusier gespielt hatte, gab man ihm 2000 die Chance sich auch im Profiteam zu beweisen. In den folgenden vier Jahren konnte er zum unumstrittenen Stammspieler avancieren. Im Sommer 2004 wurde er der erste Transfer des neuen Trainers des FC Liverpool, dem Spanier Rafael Benítez. Für 2 Millionen £ wechselte er zu den "Reds". Gleich im ersten Anlauf konnte er mit den Engländern die UEFA Champions League im Jahr 2005 gegen den AC Mailand gewinnen. Er selbst kam jedoch im Finalspiel nicht zum Einsatz.
Anfangs konnte sich Josemi in Liverpool durchsetzen, doch nach einer Roten Karte im Spiel gegen den FC Fulham wurde Steve Finnan wieder erste Wahl als Rechter Verteidiger. Somit folgte im Januar 2006 der Abschied in Richtung spanische Heimat, wo er im Tausch mit Jan Kromkamp zum FC Villarreal transferiert wurde. Nur wenige Monate später wäre er beinahe wieder in einem Europapokal-Finale dabei gewesen, doch die Spanier schieden im Halbfinale der Champions League gegen den FC Arsenal aus.
Er wechselte im Sommer 2008 zum spanischen Erstligisten RCD Mallorca, bei dem er bis zur Winterpause 2010/11 spielte. Anschließend wechselte er zu Iraklis Thessaloniki nach Griechenland. Mit dem Klub musste er am Ende der Saison 2010/11 aus der Super League absteigen. Josemi kehrte nach Spanien zurück, wo er beim FC Cartagena in der Segunda División unterschrieb. Dort kam er nur unregelmäßig zum Einsatz und saß häufig auf der Ersatzbank. Am Ende der Spielzeit 2011/12 stieg er erneut ab.
Im Sommer 2012 zog es Josemi mit seinem Wechsel zu Levadiakos erneut in die griechische Super League. Er fungierte als Stammkraft in der Innenverteidigung und erreichte mit seiner Mannschaft in der Saison 2012/13 den Klassenerhalt. Anschließend schloss er sich Ligakonkurrent Skoda Xanthi an. In der Spielzeit 2013/14 sicherte er sich mit seinem Team in der Relegation den Klassenverbleib.
Im Sommer 2014 wechselte Josemi zu Atlético de Kolkata in die neugegründete indische Super League. Er war Stammspieler und zeitweise Kapitän seiner Mannschaft, die die Meisterschaft 2014 gewinnen konnte. Ein Jahr später beendete er seine Karriere.

## Titel
FC Liverpool
- UEFA Champions League: 2005

Atlético de Kolkata:
- Indische Meisterschaft: 2014